# Jort
Jort (ʒɔʁⓘ) es una población y comuna francesa, situada en la región de Baja Normandía, departamento de Calvados, en el distrito de Caen y cantón de Morteaux-Coulibœuf.

## Demografía
| 340 | 367 | 351 | 354 | 317 | 306 |
| Para los censos de 1962 a 1999 la población legal corresponde a la población sin duplicidades (Fuente: INSEE [Consultar]) |     |     |     |     |     |